# Associazione Sportiva Acireale 1988-1989
Questa voce raccoglie le informazioni riguardanti l'Associazione Sportiva Acireale nelle competizioni ufficiali della stagione 1988-1989.

## Rosa
| N. |                   | Ruolo | Calciatore             |
| -- | ----------------- | ----- | ---------------------- |
|    | Italia (bandiera) | P     | Corrado Vaccaro        |
|    | Italia (bandiera) | D     | Fortunato Policardi    |
|    | Italia (bandiera) | D     | Vittorio D'Agostino    |
|    | Italia (bandiera) | D     | Carlo Breve            |
|    | Italia (bandiera) | D     | Trionfo Carnà          |
|    | Italia (bandiera) | D     | Michelangelo Matarazzo |
|    | Italia (bandiera) | A     | Antonino Barraco       |
|    | Italia (bandiera) | C     | Paolo Moncado          |
|    | Italia (bandiera) | A     | Renato Maggio          |

| N. |                   | Ruolo | Calciatore          |
| -- | ----------------- | ----- | ------------------- |
|    | Italia (bandiera) | C     | Riccardo Chico      |
|    | Italia (bandiera) | C     | Marcello Manca      |
|    | Italia (bandiera) | C     | Maurizio Anastasi   |
|    | Italia (bandiera) | C     | Giannunzio Andolina |
|    | Italia (bandiera) | D     | Saverio Ingenuo     |
|    | Italia (bandiera) | A     | Domenico Guzzetti   |
|    | Italia (bandiera) | A     | Roberto Amato       |
|    | Italia (bandiera) | P     | Santo Giuffrida     |

## Risultati

### Campionato Interregionale

#### Girone di andata
| Arbitro: | Pisacreta (Napoli) |

|              |           |                                                            |
| 82' Li Causi | Marcatori | 25' Manca 63' Moncado 71' Barraco 73' Barraco 84' Guzzetti |

| 2ª giornata | Acireale | 1 – 1 | Scicli |  |

| Arbitro: | Capraro (Cassino) |

|               |           |                          |
| 68' Giarrizzo | Marcatori | 9' Andolina 78' Anastasi |

| Acireale 2 ottobre 1988 4ª giornata | Acireale        | 0 – 0 | Partinicaudace | Comunale\| Arbitro: \| Pacifici (Roma) \| |
| Arbitro:                            | Pacifici (Roma) |       |                |                                           |

| Arbitro: | De Gregorio (Castellamare di Stabia) |

|                   |           |             |
| Russo 25'’ (rig.) | Marcatori | Maggio 52'’ |

| Arbitro: | Morvillo (Potenza) |

|  |           |                     |
|  | Marcatori | Moncado 86'’ (rig.) |

| 7ª giornata | Acireale | 0 – 0 | Paternò |  |

| 8ª giornata | Gangi | 0 – 0 | Acireale |  |

| 9ª giornata | Acireale | 4 – 2 | Vittoria |  |

| 10ª giornata | Agrigento-Favara | 1 – 3 | Acireale |  |

| 11ª giornata | Acireale | 3 – 1 | Olympia Palermo |  |

| 12ª giornata | Nuova Igea | 0 – 1 | Acireale |  |

| 13ª giornata | Acireale | 2 – 0 | Nissa |  |

| 14ª giornata | Mazara | 1 – 1 | Acireale |  |

| 15ª giornata | Acireale | 1 – 0 | Folgore Castelvetrano |  |

| 16ª giornata | Sciacca | 2 – 1 | Acireale |  |

| 17ª giornata | Acireale | 3 – 1 | Comiso |  |

#### Girone di ritorno
| 1ª giornata | Acireale | 3 – 0 | Marsala |  |

| 2ª giornata | Scicli | 0 – 0 | Acireale |  |

| 3ª giornata | Acireale | 4 – 0 | Niscemi |  |

| 4ª giornata | Partinicaudace | 1 – 0 | Acireale |  |

| 5ª giornata | Acireale | 1 – 0 | Enna |  |

| 6ª giornata | Acireale | 4 – 0 | Bagheria |  |

| 7ª giornata | Paternò | 0 – 1 | Acireale |  |

| 8ª giornata | Acireale | 1 – 0 | Gangi |  |

| 9ª giornata | Vittoria | 0 – 0 | Acireale |  |

| 10ª giornata | Acireale | 1 – 0 | Agrigento-Favara |  |

| 11ª giornata | Olympia Palermo | 1 – 1 | Acireale |  |

| 12ª giornata | Acireale | 2 – 0 | Nuova Igea |  |

| 13ª giornata | Nissa | 0 – 2 | Acireale |  |

| 14ª giornata | Acireale | 1 – 1 | Mazara |  |

| 15ª giornata | Folgore Castelvetrano | 1 – 1 | Acireale |  |

| 16ª giornata | Acireale | 1 – 0 | Sciacca |  |

| Siracusa 21 maggio 1989 17ª giornata | Comiso | 1 – 2 | Acireale |  |